# كأس السلطان 2015–16
كأس السلطان قابوس 2015–16 هو موسم من كأس السلطان قابوس. كان عدد الأندية المشاركة فيه 38، وفاز فيه نادي صحم.